# Jakarta International Velodrome
Das Jakarta International Velodrome (indonesisch Gelanggang Olahraga Velodrome) ist eine Mehrzweckhalle mit Radrennbahn im indonesischen Dorf Rawamangun, Ostjakarta in der Hauptstadt Jakarta. Auf der Bahn wurden 2018 die Bahnradwettbewerbe der Asienspiele 2018 ausgetragen.

## Geschichte
Das ursprüngliche Rawamangun Velodrome wurde 1973 erbaut, war eine Freiluftradrennbahn und entsprach inzwischen aber nicht mehr den modernen Anforderungen. 2011 fanden dort Wettbewerbe der Südostasienspiele statt. 2018 wurde es renoviert und überdacht. Der Neubau entspricht internationalem Standard und wurde vom Weltradsportverband UCI zertifiziert.
Das Velodrom überdeckt eine Fläche von 9,5 ha. Die Radrennbahn aus Holz mit einer Länge von 250 Metern wurde von dem Münsteraner Architektenbüro Schürmann konzipiert, außerdem beherbergt das Gebäude Tennisplätze und Schwimmbecken. Das Velodrom verfügt bei Bahnradsportwettbewerben über 3500 Plätze für Zuschauer, bei Konzerten bis zu 8500. Zudem kann das Velodrom für weitere Sportarten wie Volleyball, Badminton und Futsal genutzt werden. 
Anfang August 2018, kurz vor Beginn der Asienspiele 2018, brach im Velodrom ein Feuer aus, das allerdings keinen größeren Schaden anrichtete, so dass die Wettbewerbe pünktlich stattfinden konnten. Vom 23. bis 26. Februar 2023 fand im Velodrom der erste Lauf des UCI Track Cycling Nations’ Cup 2023 statt.